# A Whore Like Me
A Whore Like Me o Zona Kamoni es una película documental de Israel estrenada en mayo de 2019 dirigida por Sharon Yaish y Yael Shachar sobre su propio guion. 

## Sinopsis
El documental narra la historia de Chile, una madre húngara veintiañera que hace 20 años fue secuestrada en un bar de Budapest por una banda israelí dedicada a la trata de mujeres y forzada a ejercer la prostitución junto a una veintena de mujeres. Consciente de que le era indispensable aprender a hablar hebreo para pedir ayuda, así lo hizo, y diez años después ingresó voluntariamente en un centro de rehabilitación para tratar su adicción a la droga y pidió a un comité de ayuda humanitaria que le concedieran la ciudadanía israelí. Cuando no creyeron su historia reunió pruebas sobre lo que le había sucedido.Se embarcó en una campaña para persuadir a los clientes de dejar de usar los servicios de prostitutas, que vean que en sus cuerpos viven seres humanos. Escribió monólogos, tomó fotografías de los departamentos utilizados para los encuentros y con ello trató de transformarse interiormente. Fue así que quien la encuentra al día de hoy no puede pensar ella como una prostituta.

## Premio
La película fue galardonada en 2019 con el Premio al Mejor Documental hasta 60 minutos de duración por la Academia de Cine de Israel.